# Bilașiv, Kovel
Bilașiv (în ucraineană Білашів) este localitatea de reședință a comunei Bilașiv din raionul Kovel, regiunea Volînia, Ucraina.

## Demografie
Componența lingvistică a localității Bilașiv
     Ucraineană (100%)
Conform recensământului din 2001, toată populația localității Bilașiv era vorbitoare de ucraineană (100%).